# La Chasse aux lions chez les Indiens
La Chasse aux lions chez les Indiens ("La caccia ai leoni presso gli Indiani") è un quadro giovanile del pittore francese Jean-Léon Gérôme. Si tratta di un dipinto a olio su carta montata su tela di 47,5 × 62,5 centimetri, realizzato nel 1845, e che ritrae una caccia fittizia al leone presso i nativi americani. Fa parte di una collezione privata.

## Descrizione
Gérôme si ispirò a tre opere per il suo quadro: Un lion et une lionne qui disputent un buffle blessé à des cavaliers bédouins di Antoine-Louis Barye, La caccia al leone di Horace Vernet e Cavalieri turchi e arabi di Charles Gleyre. Egli adottò la stessa composizione piramidale, con delle diagonali che trasmettono la bestialità della scena. La scena raffigurata da Gérôme non corrisponde alla realtà, dato che i leoni non sono degli animali originari del continente americano, pertanto è impossibile che dei nativi americani li cacciassero.
La tela venne regalata da Gérôme a Jean-Baptiste Barrelon. I due uomini si erano incontrati nello studio di Charles Gleyre a Parigi. L'opera è dedicata, firmata e datata  "À mon ami Barreton, Gérôme, 1845" ("Al mio amico Barreton, Gérôme, 1845") in basso a destra. Sul retro del quadro c'è scritto "Souvenir de mon camarade et ami, J.L Gérôme, Paris, 1845" ("Ricordo del mio compagno e amico, J. L. Gérôme, Parigi, 1845"). La tela sarebbe rimasta nella famiglia di Barrelon fino alla sua vendita nel 2021 per 30.000 euro a un collezionista francese.
Il leone era uno dei soggetti preferiti dell'artista, che nel corso della sua carriera avrebbe realizzato molte tele su questi felini.